# Акимова, Александра Фёдоровна
Алекса́ндра Фёдоровна Аки́мова (5 мая 1922, д. Петрушино, Рязанская губерния — 29 декабря 2012, Москва) — советский военный лётчик, штурман 46-го гвардейского ночного бомбардировочного авиационного полка, капитан, Герой Российской Федерации (31.12.1994).

## Биография
Довоенное время
Родилась 5 мая 1922 года в деревне Петрушино Скопинского уезда Рязанской губернии (ныне Скопинского района Рязанской области). С 1930 года семья жила в селе Чернава Милославского района Рязанской области (в 1938 году район передан в состав созданной Рязанской области).
В 1939 году окончила Чернавинскую среднюю школу. Год отработала учительницей в этой школе, а в 1940 году поступила на исторический факультет Московского педагогического института. В то же время посещала курсы медсестёр.
Великая Отечественная война
С началом Великой Отечественной войны пыталась добровольцем вступить в Красную Армию, однако была отправлена строить оборонительные укрепления под Можайском. С началом занятий вернулась в институт, однако не бросала идею попасть в Красную Армию.
8 октября 1941 года Сталин подписал приказ НКО СССР № 0099 о сформировании женских авиационных полков. Сразу после этого Акимова была зачислена в армию и направлена на учёбу. В марте 1942 года окончила курсы штурманов при Энгельсской военной авиационной школе пилотов и была зачислена мастером по авиавооружению в 588-й легкобомбардировочный женский авиационный полк, который летал на лёгких ночных бомбардировщиках У-2 и формировался в том же городе Энгельсе.
В мае 1942 года с полком прибыла в действующую армию. В составе полка воевала на Южном фронте, с июля 1942 года на Северо-Кавказском фронте, с сентября 1942 года в Северной группе войск Закавказского фронта. Участвовала в Донбасской оборонительной операции 1942 года и в битве за Кавказ. В феврале 1943 года полку за боевые заслуги было присвоено гвардейское звание и он стал именоваться 46-м гвардейским ночным бомбардировочным авиаполком.
Уже на фронте Акимова стала механиком по авиавооружению, но упорно стремилась сама летать. И только в феврале 1943 года она добилась своего, её назначили стрелком-бомбардиром экипажа самолёта У-2. Немного позднее она прямо в ходе боевых действий прошла переподготовку в полку и стала штурманом звена, а в октябре 1943 года и штурманом авиационной эскадрильи. В этом качестве она сражалась в составе полка на Северо-Кавказском фронте, с ноября 1943 года в Отдельной Приморской армии, с мая 1944 года на 2-м Белорусском фронте. Участвовала в Краснодарской и Новороссийско-Таманской наступательных операциях, в Керченско-Эльтигенской десантной операции (в том числе полк совершал боевые вылеты на поддержку воинов на Эльтигенском плацдарме). Затем несколько месяцев полк действовал в интересах войск над Керченским плацдармом, участвовал в Крымской, Белорусской, Восточно-Прусской, Восточно-Померанской и Берлинской наступательных операциях.
За время своей лётной работы, с апреля 1943 года по май 1945 года лейтенант совершила 680 (по другим данным 715) боевых вылетов. Создала свыше 120 очагов сильных пожаров, разрушила 2 переправы, уничтожила прямыми попаданиями 2 склада боеприпасов, 3 зенитных прожектора, 7 автомашин с горючим и подавила огонь 3 артиллерийских батарей. За эти подвиги была в мае 1945 года представлена к званию Героя Советского Союза, представление было поддержано командующим 4-й воздушной армией генерал-полковником авиации К. А. Вершининым и командующим фронтом Маршалом Советского Союза К. К. Рокоссовским. Однако тогда это представление не было реализовано.
Послевоенное время
В декабре 1945 года старший лейтенант была демобилизована. Продолжила прерванную 4 года назад учёбу и в 1948 году окончила Московский государственный педагогический институт, а в 1953 году и аспирантуру при нём, стала кандидатом исторических наук. С 1952 года преподавала в Московском авиационном институте: ассистент, старший преподаватель кафедры истории КПСС, с 1966 доцент. В 1991 году вышла на пенсию.
Указом Президента Российской Федерации от 31 декабря 1994 года старшему лейтенанту в отставке Акимовой Александре Фёдоровне присвоено звание Героя Российской Федерации «за мужество и героизм, проявленные в борьбе с немецко-фашистскими захватчиками в Великой Отечественной войне 1941—1945 годов».
Являлась активным участником ветеранского движения. Работала в правлении Московского городского комитета ветеранов войны, труда Вооружённых Сил и правоохранительных органов.
Умерла 29 декабря 2012 года. Похоронена на Троекуровском кладбище в Москве.
Семья
- Муж — Манаенков Тимофей Сергеевич (1924—2015), военный моряк.
  - Дочери: Елена (род. 1958) — доцент МАИ и Татьяна (род. 1963) — переводчик.

## Воинские звания
- старший сержант технической службы (2.03.1942),
- старшина технической службы (1.03.1943),
- младший лейтенант (30.08.1943),
- лейтенант (31.10.1944),
- старший лейтенант (3.08.1945),
- капитан в отставке (после 1994).

## Награды
- Герой Российской Федерации (31 декабря 1994) — за мужество и героизм, проявленные в борьбе с немецко-фашистскими захватчиками в Великой Отечественной войне 1941-1945 годов
- орден Ленина (15 мая 1946);
- орден Красного Знамени (26 апреля 1944);
- орден Отечественной войны 1-й степени (22 февраля 1945);
- два ордена Отечественной войны 2-й степени (15 июня 1945, 11 марта 1985);
- орден Красной Звезды (22 октября 1943);
- медаль «За отвагу» (23 мая 1943);
- медаль «За оборону Кавказа»;
- медаль «За освобождение Варшавы»;
- другие медали СССР.

## Память

Мемориальная доска

В декабре 2015 года на фасаде дома № 8 по Волоколамскому шоссе, где Александра Акимова жила с 1956 по 1966 год, была установлена мемориальная доска с бронзовым бюстом (скульптор Иван Балашов и архитектор Пётр Козлов).